# Jang Song-thaek
Jang Song-thaek auch Chang Song-Thaek (* 2. Februar 1946 in Kangwŏn-do; † 12. Dezember 2013) war ein nordkoreanischer Politiker. Er war bis Dezember 2013 Mitglied des Politbüros der Partei der Arbeit Koreas und stellvertretender Vorsitzender der Nationalen Verteidigungskommission. Er wurde zweimal entmachtet, zum ersten Mal im Jahr 2004 und zum zweiten Mal im Dezember 2013.

## Leben

### Aufstieg und erste Entmachtung
Nach dem Besuch der Kim-Il-sung-Oberschule studierte Jang Song-thaek von 1969 bis 1972 an der Lomonossow-Universität Moskau. Nach Nordkorea zurückgekehrt, heiratete er 1972 Kim Kyŏng-hŭi, die jüngere Schwester von Kim Jong-il, und wurde einer der führenden Funktionäre der Partei der Arbeit Koreas. Jang Song-thaek soll während der Hungersnot von 1998, als er als Leiter der staatlichen Bemühungen um „Ersatznahrung“ verzweifelte Maßnahmen zur Überwindung der Nahrungsmittelknappheit in die Wege leitete, eine Rolle gespielt haben. Dabei wurden minderwertige Ersatzmaterialien wie Blätter, Äste und Baumrinde zu nachgeahmten Speisen verarbeitet. Von Beobachtern als möglicher Nachfolger Kims betrachtet, wurde er von diesem 2004 aus seiner Position in der Partei entfernt und nach Angaben südkoreanischer Geheimdienstmitarbeiter vorübergehend unter Hausarrest gestellt. Vermutlich wollte Kim damit den Weg für seine eigenen Söhne frei machen.

### Rückkehr
Später kehrte Jang Song-thaek wieder an die Macht zurück. Im März 2006 begleitete er Kim Jong-il während einer offiziellen Reise in die Volksrepublik China, und im Oktober 2007 berichtete die südkoreanische Nachrichtenagentur Yonhap unter Berufung auf die staatliche nordkoreanische Nachrichtenagentur, er sei als stellvertretender Vorsitzender erneut in das Führungsgremium der Partei der Arbeit aufgenommen worden. Sein Zuständigkeitsbereich war die Innere Sicherheit des Landes.
Anfang November 2008 berichteten Medien in Südkorea unter Berufung auf Nordkorea-Spezialisten am „Institut für Nationale Vereinigung“, Jang habe de facto anstelle des erkrankten Kim Jong-il die Führung Nordkoreas übernommen. Vermutungen über einen Machtwechsel an der Spitze Nordkoreas erwiesen sich angesichts öffentlicher Auftritte des weitgehend genesenen Kim Jong-il als falsch.
Im Zuge einer umfassenden Regierungsumbildung wurde Jang Song-Thaek im Juni 2010 auf der dritten Sitzung der 12. Obersten Volksversammlung zum stellvertretenden Vorsitzenden der Nationalen Verteidigungskommission gewählt.

### Zweite Entmachtung und Hinrichtung
Anfang Dezember 2013 wurde Jang Song-thaek von seinem Neffen Kim Jong-un, der nach Kim Jong-Ils Tod 2011 der neue Machthaber geworden war, abgesetzt. Mehrere seiner engsten Vertrauten, namentlich Ri Yong-ha und Jang Soo-kil, sollen öffentlich hingerichtet worden sein. Am 9. Dezember 2013 bestätigte die staatliche Nachrichtenagentur KCNA die Entmachtung Jang Song-thaeks. Ihm wurden zahlreiche außereheliche Beziehungen, staatsfeindliche Akte, Korruption und Drogenmissbrauch zur Last gelegt, aber auch Vergehen wie das Aufstellen eines Monuments zu Ehren von Kim Jong Un „in einer schattigen Ecke“ oder das nur „halbherzige Applaudieren“ bei einer Beförderung Kims. Jang Song-thaek sei aus allen Ämtern entfernt und aus der koreanischen Arbeiterpartei ausgeschlossen worden. Im staatlichen Fernsehen KCTV wurde gezeigt, wie er während einer Sitzung des Politbüros festgenommen wurde.
Nach Angaben der nordkoreanischen Medien wurde Jang am 12. Dezember 2013 nach einer Sitzung des Militärischen Sondertribunals hingerichtet. Medienberichte, die eine besonders barbarische Art der Hinrichtung beschrieben, erwiesen sich als Spekulationen oder Journalistenfantasien ohne Grundlage. Der Sinologe Klaus Mühlhahn charakterisiert Jang Song-thaek als dem chinesischen Militär nahestehend und bringt das Vorgehen gegen ihn in Verbindung zu fortgesetzten Bemühungen des nordkoreanischen Regimes, sich von der Volksrepublik China abzugrenzen.
Die nordkoreanische Führung ließ Hinweise auf das Leben der Jangs aus ihren Medienarchiven löschen. Aus den Bildern, die ihn mit anderen nordkoreanischen Offiziellen zeigten, wurde er herausretuschiert.
Nach der Hinrichtung Jang Song-thaeks verschwand auch dessen Frau Kim Kyŏng-hŭi jahrelang aus der Öffentlichkeit. Überraschenderweise nahm Kim Kyŏng-hŭi sechs Jahre später im Januar 2020 gemeinsam mit Ri Sol-ju wieder an der Neujahrsfeier teil. Viele hatten sie im Ausland vermutet oder gemutmaßt, dass sie verstorben oder ebenfalls hingerichtet worden sei.
Seine einzige Tochter mit Kim Kyŏng-hŭi, Jang Kum-song (1977–2006), studierte in Paris, wo sie sich das Leben nahm.